# 保罗·威利斯
保罗·威利斯（英語：Paul Willis，1950－）是英国有影响力的社会科学家，并在目前的社会学和文化学领域的研究中享有声誉。保罗·威利斯的作品主要涉及社会学、 人类学和教育学领域，并强调消费文化、社会化、音乐、以及大众文化。他生于沃尔夫汉普顿（Wolverhampton）并在剑桥大学和伯明翰大学接受了高等教育。他曾就职于伯明罕当代文化研究中心（Centre for Contemporary Cultural Studies），随后就职于沃尔夫汉普顿大学。他曾是基尔大学的社会/文化（民族誌）教授。2010年秋，他离开基尔大学，并成为了普林斯顿大学的教授。代表作為1977年出版的勞動民族誌《學做工》。

## 基本背景
保罗·威利斯的作品主要但不限于多样化背景下对现存文化形式的民族誌的研究。基于从高度结构化文化到低度结构化文化的研究，威利斯分析了“非正式文化”的实践是如何帮助文化世界实现“自下而上”的生产与巩固的。
在剑桥大学学习了文艺评论后，威利斯于1972年从现代文化研究院（位于伯明翰大学）获得了哲学博士学位。他在该研究院担任高级研究员直至1981年。他于1972年1月召开的的第九届全国学术研讨会上向大会提交了名为《摩托车亚文化》的论文。

80年代，威利斯就任沃尔夫汉普顿自治市议会在英国中部度地区的青年政策顾问。在那里他写就了《青年评论》（由议会和Ashgate出版社出版）。这部著作奠定了青年政策、青年议会的民主选举的基础，后者至今仍在发挥作用。90年代，